# Dan Bradley
Daniel Bradley (...) è uno stuntman e regista statunitense.

## Carriera
Nel 1986 ha vestito i panni di Jason Voorhees, assassino seriale immaginario e icona mondiale del cinema dell'orrore, nel primo giorno di riprese di Venerdì 13: Jason vive (Jason Lives: Friday the 13th Part VI). 
Tra i suoi lavori, si citano le collaborazioni nelle grandi produzioni di film come: Independence Day, Spider-Man 2, Spider-Man 3, The Bourne Supremacy, The Bourne Ultimatum - Il ritorno dello sciacallo, Superman Returns, Indiana Jones e il regno del teschio di cristallo, Nel paese delle creature selvagge e Quantum of Solace.
Nel 2002 è stato candidato ai World Stunt Awards per il premio Taurus Award nella categoria "Miglior Coordinatore degli Stunt e/o regista di seconda unità: Sequenza, in merito la scena d'apertura della rapina in banca nel film Codice: Swordfish. Nel 2005 si è ricandidato alla cerimonia, per la categoria medesima categoria, aggiudicandosi il Taurus Award per The Bourne Supremacy. 

### Red Dawn e il debutto alla regia
Nel luglio 2008, Bradley fu incaricato dalla casa di produzione cinematografica Metro-Goldwyn-Mayer alla regia di Red Dawn - Alba rossa, rifacimento del più noto film di guerra Alba rossa, in quello che è il suo esordio in un impiego di primo spicco nel cinema. Sebbene il film fosse stato completato, la MGM ne annullò l'uscita, prevista per il 24 novembre 2010 negli Stati Uniti, a causa della crisi finanziaria che aveva prosciugato i fondi della compagnia dal 2009 a quella parte, annunciandone il congelamento fino "a data da destinarsi" nell'attesa di reperire il capitale necessario a una adeguata distribuzione.
Per il futuro è previsto il suo ritorno alla regia in Hellified, un film d'azione supernaturale della Paramount Pictures.

## Filmografia parziale

### Regista di seconda unità
- Critters 3, regia di Kristine Peterson (1991)
- Dal tramonto all'alba 2 - Texas, sangue e denaro (From Dusk Till Dawn 2: Texas Blood Money), regia di Scott Spiegel (1999)
- Dal tramonto all'alba 3 - La figlia del boia (From Dusk Till Dawn 3: The Hangman's Daughter), regia di P.J. Pesce (1999)
- Codice: Swordfish (Swordfish), regia di Dominic Sena (2001)
- Seabiscuit - Un mito senza tempo (Seabiscuit), regia di Gary Ross (2003)
- Spider-Man 2, regia di Sam Raimi (2004)
- The Bourne Supremacy, regia di Paul Greengrass (2004)
- Hazzard (The Dukes of Hazzard), regi adi Jay Chandrasekhar (2005)
- Superman Returns, regia di Bryan Singer (2006)
- Spider-Man 3, regia di Sam Raimi (2007)
- The Bourne Ultimatum - Il ritorno dello sciacallo (The Bourne Ultimatum), regia di Paul Greengrass (2007)
- Leoni per agnelli (Lions for Lambs), regia di Robert Redford (2007)
- Indiana Jones e il regno del teschio di cristallo (Indiana Jones and the Kingdom of the Crystal Skull), regia di Steven Spielberg (2008)
- Quantum of Solace, regia di Marc Forster (2008)
- I mercenari 3 (The Expendables 3), regia di Patrick Hughes (2014)

### Regista
- Red Dawn - Alba rossa (Red Dawn) (2012)